# Now is the Happiest Time of Your Life
Now is the Happiest Time of Your Life – album studyjny australijskiego muzyka i poety Daevida Allena, wydany 3 października 1977 roku nakładem Affinity.

## Lista utworów
Opracowano na podstawie materiału źródłowego.
Wydanie LP:
Strona A
| Nr | Tytuł utworu                             | Słowa        | Muzyka        | Długość |
| -- | ---------------------------------------- | ------------ | ------------- | ------- |
| 1. | „Flamenco Zero”                          | -            | Juan Biblioni | 1:45    |
| 2. | „Why Do We Treat Ourselves Like We Do?”  | Daevid Allen | Daevid Allen  | 6:45    |
| 3. | „Tally & Orlando Meet the Cockpot Pixie” | Daevid Allen | Daevid Allen  | 3:13    |
| 4. | „See You on the Moontower”               | Daevid Allen | Daevid Allen  | 5:46    |
| 5. | „Poet for Sale”                          | Daevid Allen | Daevid Allen  | 3:55    |
|    |                                          |              |               | 21:24   |

Strona B
| Nr | Tytuł utworu                    | Słowa        | Muzyka       | Długość |
| -- | ------------------------------- | ------------ | ------------ | ------- |
| 1. | „Crocodile Nonsense Poem”       | Daevid Allen | Daevid Allen | 1:00    |
| 2. | „Only Make Love If You Want To” | Daevid Allen | Daevid Allen | 5:29    |
| 3. | „I Am”                          | -            | Daevid Allen | 11:04   |
| 4. | „Deya Goddess”                  | Daevid Allen | Daevid Allen | 6:36    |
|    |                                 |              |              | 24:09   |

## Twórcy
Opracowano na podstawie materiału źródłowego.
Muzycy:
- Daevid Allen – śpiew, gitara
- Juan Biblioni – gitara
- Pepe „Pepsi” Milan – gitara
- Victor Peraino – syntezatory
- Xavier Riba – skrzypce
- Vera Blum – skrzypce
- Marianne Oberasher – harfa (B3)
- Sam Gopal – perkusja, instrumenty perkusyjne, tabla
- Orlando Allen, Taliesin Allen – głosy (A3)

Produkcja:
- Daevid Allen – produkcja muzyczna